# Lutodrilus
Lutodrilus é um género de invertebrado da família Lutodrilidae.
Este género contém as seguintes espécies:
- Lutodrilus multivesiculatus